# 지다촌 (니가타현)
지다촌(千田村)은 니가타현 기타우오누마군에 있던 촌이다. 

## 역사
- 1889년 4월 1일 - 정촌제 시행에 의해 기타우오누마군 지다촌이 성립하였다.
- 1954년 3월 10일 - 오지야정에 편입합병, 시로 승격해 오지야시가 되었다.

## 참고문헌
- 『市町村名変遷辞典』東京堂出版、1990年。